# Henri Théodore Pigozzi
Henri Théodore Pigozzi (Torino, 1898. június 26. – 1964. november 18.) olasz származású francia autókereskedő és autógyáros. 

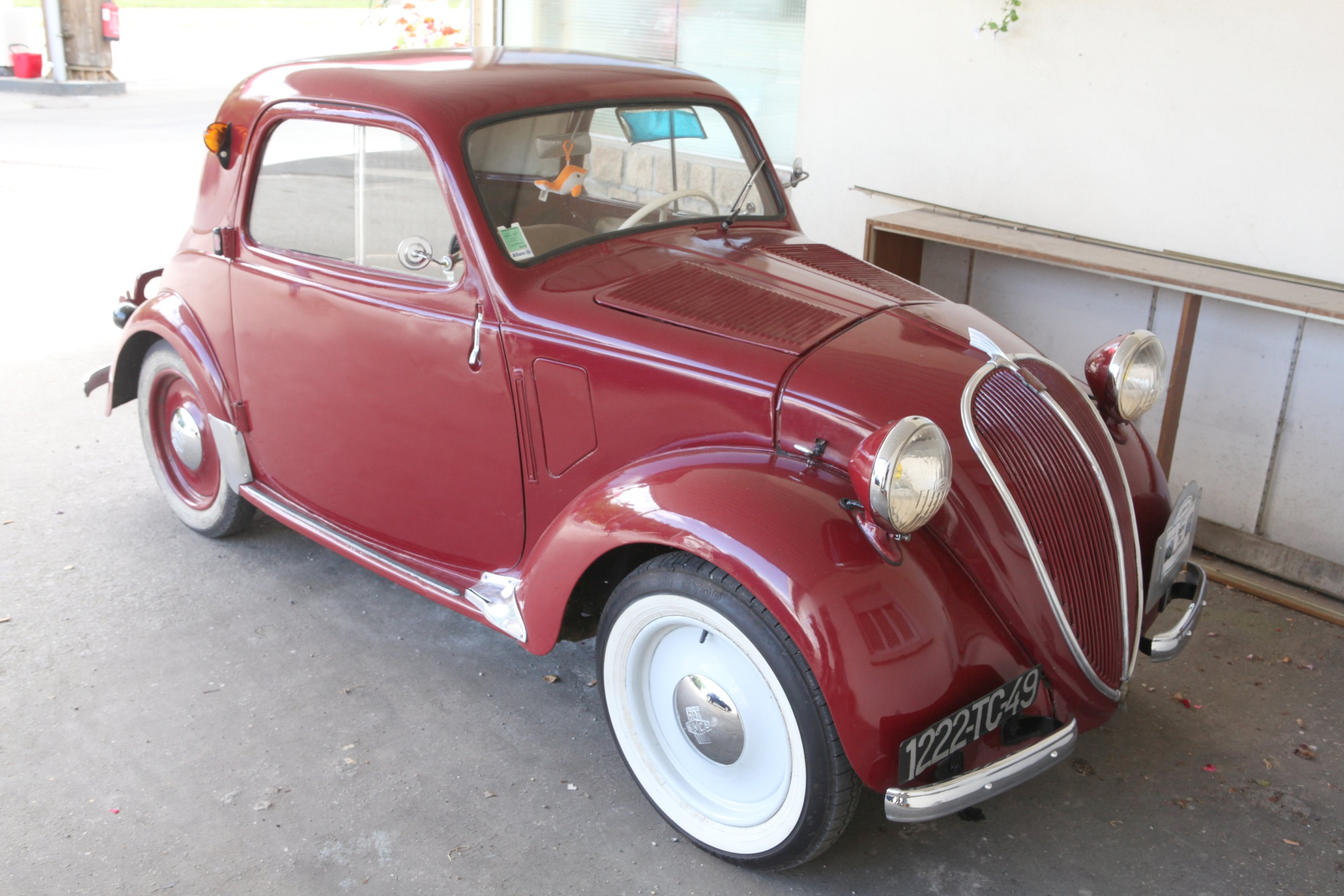
Simca 5

## Életpályája
Pigozzi kezdetben karosszériákat gyártott az olasz Fiat cég motoros alvázaira. 1924-től ő lett a Fiat hivatalos franciaországi  képviselője, importőre. Pigozzi alapította a Société Industrielle de Mécanique et Carrosserie Automobile (rövidítése és márkaneve: Simca) nevű céget, amelyet később az amerikai Chrysler cég vásárolt meg. A cég által összeszerelt Fiat-modelleket   is Simca néven hozták forgalomba, (pl. Fiat Topolino 500 modellt Simca 5 jelzéssel.
1926-ban létrehozta a SAFAF (Société des Automobiles Anonyme Français FIAT) nevű céget Suresnes-ben.